# Talbingo
Talbingo – miasto w Australii, w stanie Nowa Południowa Walia.